# 大鴉
『大鴉』（おおがらす、The Raven）は、アメリカ合衆国の作家エドガー・アラン・ポーが1845年1月29日に発表した物語詩。その音楽性、様式化された言葉、超自然的な雰囲気で名高い。心乱れる主人公（語り手）の元に、人間の言葉を喋る大鴉が謎めいた訪問をし、主人公はひたひたと狂気に陥っていくという筋である。学生であろうと指摘されることの多い主人公は、恋人レノーアを失って嘆き悲しんでいる。大鴉はパラス（アテーナー）の胸像の上に止まり、「Nevermore（二度とない）」という言葉を繰り返し、主人公の悲嘆をさらに募らせる。詩の中の至るところに、ポーは伝承や様々な古典の隠喩を行っている。
ポーは『大鴉』は極めて論理的かつ整然と書かれたものだと述べている。翌1846年に発表したエッセイ『構成の原理』（en:The Philosophy of Composition）の中で、ポーは、批評家、一般読者両方の嗜好に訴えることのできる詩を作ることを意図したと解説した。この詩はチャールズ・ディケンズの小説『バーナビー・ラッジ』に出てくる人間の言葉を喋る大鴉に一部着想を与えられたのではないかと言われている。その複雑な韻律（rhythm 及び meter）は、エリザベス・バレット・ブラウニングの詩『Lady Geraldine's Courtship』から借用したものである。
「イブニング・ミラー」紙（en:New York Mirror）に掲載された『大鴉』のため、ポーはまたたくまに有名になった。『大鴉』はすぐに各紙に再掲載され、挿絵もつき、パロディも生まれた。その価値については異議を唱える批評家もいるものの、これまで書かれた有名な詩の1つであることに変わりはない。

## あらすじ
| 「 | Once upon a midnight dreary, while I pondered, weak and weary, Over many a quaint and curious volume of forgotten lore, While I nodded, nearly napping, suddenly there came a tapping, As of some one gently rapping, rapping at my chamber door. "'Tis some visitor," I muttered, "tapping at my chamber door — Only this, and nothing more." | 」 |

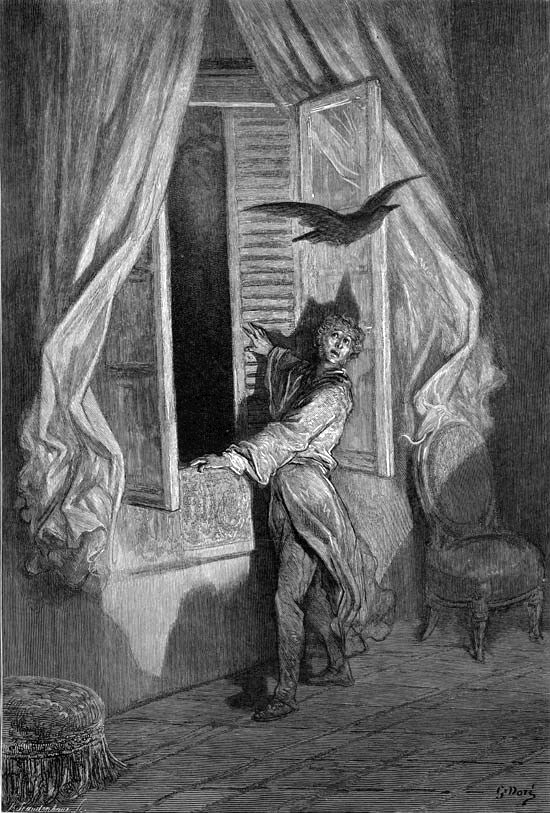
ギュスターヴ・ドレ挿画（1884年）
「Not the least obeisance made he」

『大鴉』の冒頭、名前のない主人公は恋人レノーアを失ったことを忘れようと、忘れられた古い伝説を座って読んでいる。そこに部屋の扉を叩く音がする。扉を開くが誰もいない。主人公の魂は刺激されてひりひりする。そこへ先程より僅かに大きな音が窓の方でする。調べに行くと大鴉が部屋の中に入ってくる。大鴉は主人公を気にもとめず、パラスの胸像の上で羽根を休める。
主人公は大鴉の重々しい様が面白くて、戯れに大鴉に名前を聞く。すると大鴉が「Nevermore（二度とない）」と答える。大鴉はそれ以上何も言わないが、主人公は大鴉が人の言葉を喋ったことに驚く。主人公は、それまで友人たちが希望と一緒に飛び去って行ったように「友」たる大鴉も自分の人生からまもなく飛び立とうとしていると呟く。すると大鴉はそれに答えるかのように、再び「Nevermore」と言う。主人公はその言葉は、おそらく前の飼い主が不幸だったから覚えたもので、大鴉はそれしか喋れないのだと確信する。
それでも主人公はもっと話してみたいと思い、大鴉の方を向き、暫らく何も言わずに考える。主人公の心は失われた恋人レノーアの元に再び戻って行く。主人公は部屋の空気が濃くなって、天使がいるように感じる。主人公はその連想に腹を立てて、大鴉を「邪悪なる存在」「予言者」と呼ぶ。主人公がわめき散らす度に大鴉は「Nevermore」を繰り返す。最後に主人公は大鴉に、天国でレノーアと再会できるかを尋ねる。大鴉がまたしても「Nevermore」（二度とない）と答えると、主人公は叫び声をあげ、大鴉に冥界の岸に戻るよう命令する。しかし、大鴉は動かない。おそらく主人公がこの詩を詠んでいる時にも（冒頭が過去の回想のようにはじまる）、大鴉はパラスの胸像の上にじっとしている。主人公は最後、大鴉の影の下に魂を閉じこめられ「Nevermore」と叫ぶ事しかできなかった。

## 分析
ポーは、アレゴリー(抽象を具体化する技法の一つ)を仕掛けたり、教訓に落とし込むことを意図的にせずに、物語体としてこの詩を書いた。この詩の主題は一つの不滅の献身である。主人公は忘れたい欲求と忘れたくない欲求との狭間で天邪鬼な体験をする。主人公は失ったことに考えを絞ることで、幾分喜びを得たように見える。主人公は「Nevermore」が大鴉の唯一喋れる言葉であるとわかり、答えを知りながらも、質問を続ける。主人公の質問は故意に卑下したものであり、失った感情をより強くするものである。ポーは大鴉が実際に主人公の言うことを理解しているのか、主人公に何らかの反応を起こさせる意図があるのかについて、曖昧にしている。主人公は大鴉に繰り返しNevermoreといわれ続ける中で、精神は崩壊し、疲れ、悲しみ、うちひしがれ、最後には発狂する。

### 暗喩

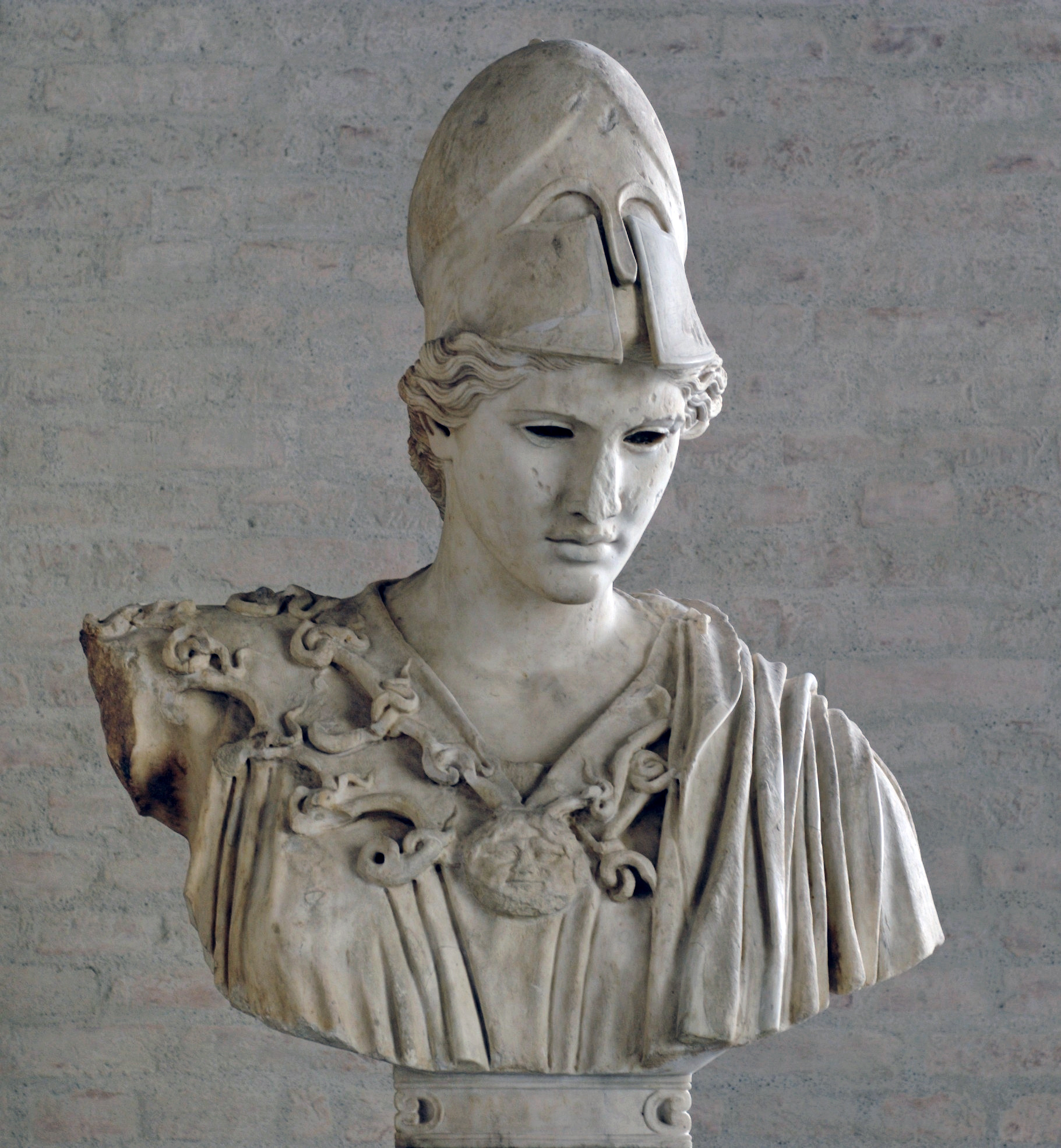
大鴉が止まり木にするパラス・アテーナーの胸像。知恵の女神であることは、主人公が学生であることを意味している

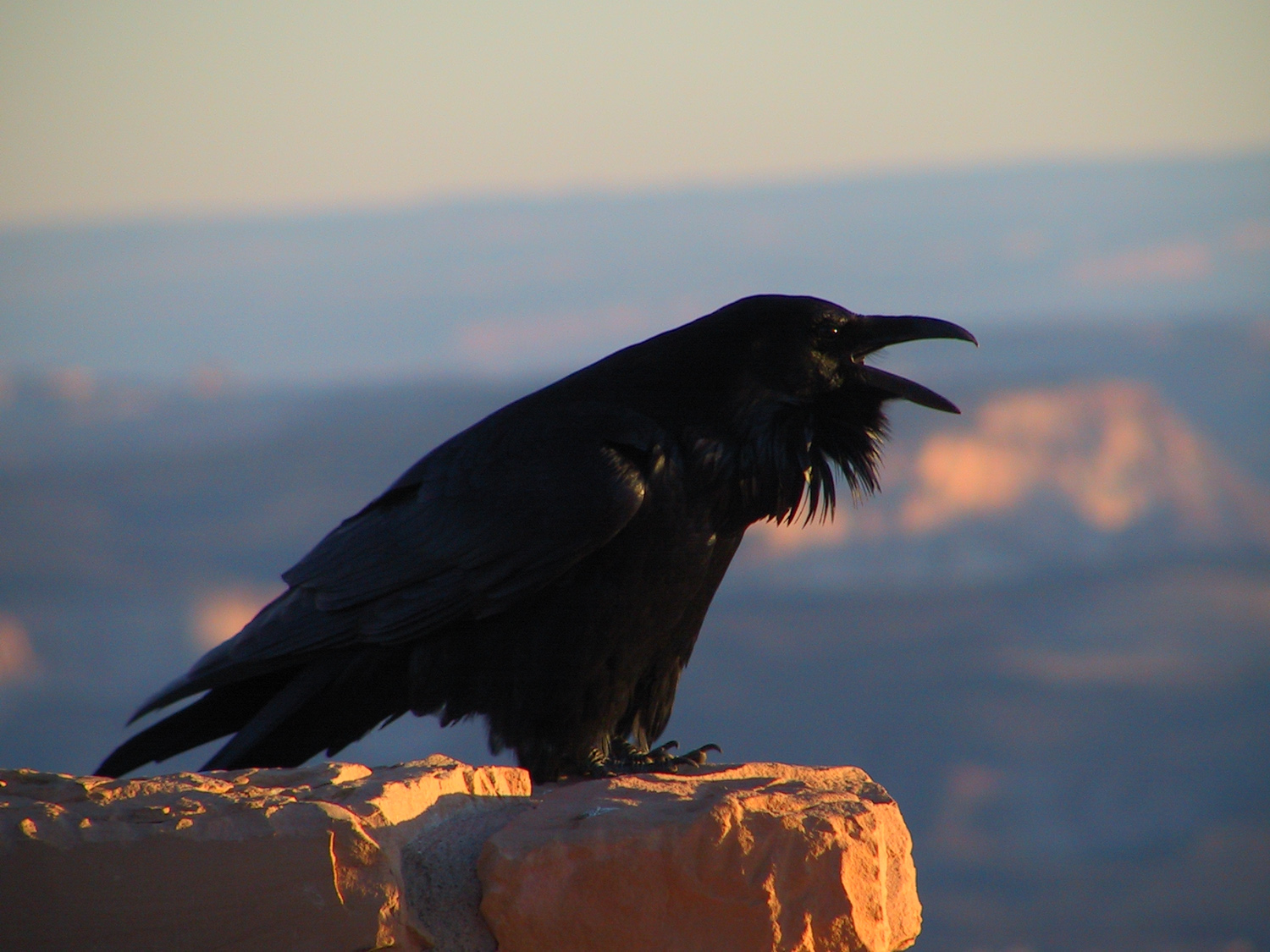
ワタリガラス(実在する大鴉)は、北欧神話や旧約聖書、太平洋岸カナダから南東アラスカにかけての先住民の昔話や神話と、そのストーリーが彫られたトーテムポールに登場する。

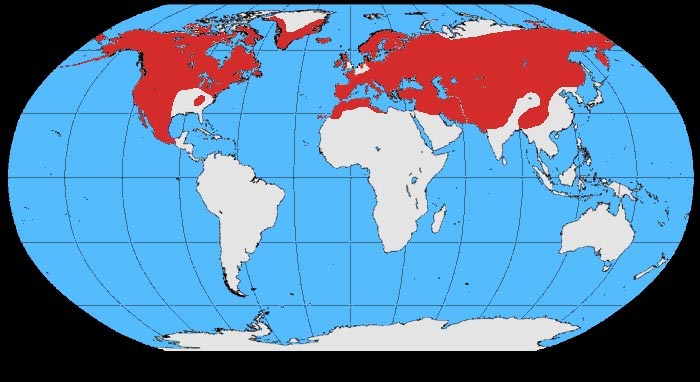
大鴉(ワタリガラス)の分布:ヨーロッパやアメリカで広く見られる。日本では渡り鳥として、北海道の一部に飛来する。

#### 主人公が学生のようだ
ポーは主人公は若い学生だと言っている。『大鴉』の中で具体的にそう叙述されているわけではなく『構成の原理』の中でそう言っているのだが、それは主人公が読んでいる本（古い伝説）や、大鴉が止まり木にするパラス・アテーナーの胸像でも暗示されている。

#### 大鴉という鳥
大鴉は、実在するワタリガラスというカラスの一種で、北半球の高緯度地域に分布する。古くからヨーロッパ人はこの鳥を描いており、北欧神話などにも登場する。また、北アメリカ太平洋北西沿岸（カナダ太平洋岸～南東アラスカ）の先住民の昔話、神話に多く登場し、トーテムポールの主要モチーフになっている。
主人公は、古い伝説の本を読んでいると考えられる。ポーの短編『リジイア』（en:Ligeia）に暗示されている研究と同じく、オカルトや黒魔術に関係するものを含んでいるかも知れない。それはポーが『大鴉』の舞台を、暗黒の力がとくに活発だと言われる12月に設定していることにも現れていると考え、悪魔の鳥と言われる大鴉を使ったのもまたその暗示であるとの説明がされることがある。悪魔のイメージは主人公が大鴉を夜の冥界の岸からきた存在、つまり、死後の世界からの使者、ローマ神話の冥界の神プルートー（ギリシア神話ではハーデース）のものと信じていることでも強調されている。
ポー自身は、大鴉は「死者を悼む、終わりなき追憶」を象徴していると言ったとされる。ポーが物語の象徴として大鴉を選んだのは、喋ることが出来ない生き物を喋らせる不合理によって、この詩の明暗を強調する効果を期待したためとされる。ポーがチャールズ・ディケンズの『バーナビー・ラッジ』に出てくるグリップと名づけられた大鴉に着想を得たと考える者もいる。実際『バーナビー・ラッジ』のある場面はポーの『大鴉』とそっくりであり『バーナビー・ラッジ』の第5章の最後で、大鴉グリップは騒がしい音を立てる。誰かが「あれは何だ。ドアを叩くのは彼？」と言うと「あれは鎧戸を静かに叩く誰か」という答えが返ってくるという描写がある。 。ディケンズの大鴉はたくさんの言葉を喋ることができ、シャンパンのコルク栓をポンと鳴らしたりと、滑稽な役割を担っているが、一方でポーの描いた大鴉は、より単純で演出としての性格が強い。ポーは以前「グレアムズ・マガジン」誌に『バーナビー・ラッジ』の書評を書いたことがあって、その中で、大鴉はもっと象徴的で予言者的な目的のために仕えているはずだ、と書いている。ポーの『大鴉』とディケンズの『バーナビー・ラッジ』の類似性はしばしば注目され、たとえばジェームズ・ラッセル・ローウェル(en:James Russell Lowell）は『A Fable  for Critics』の中で次のような詩を書いている。「ポーがやってきた、連れてきたのは大鴉、『バーナビー・ラッジ』そっくりだ。3/5は彼の天才、2/5は全くのでっち上げ」。
ポーは神話や伝承に出てくる、さまざまな大鴉への言及を活用したとの説明もされる。北欧神話の主神オーディンは「思考」と「記憶」を意味するフギンとムニンという名前の2羽の大鴉を飼っているし、旧約聖書の『創世記』の中では大鴉は凶兆の鳥と信じられている。ヘブライの伝承によると、大洪水を逃れたノアは、ノアの方舟から洪水の状況を調べるために白い大鴉を飛ばしたが、知らせを持ってすぐに帰ってこなかった。そのため、罰として大鴉は体を黒く変えられ、永遠に腐肉を食べる身にさせられた。オウィディウスの『変身物語』でも、大鴉は最初は白かったが、アポローンに罰せられて黒く変えられる。その理由は、恋人の不貞のメッセージを届けたからである。ポーの『大鴉』における使者の役割はそうした物語から作られたのだろうという説明がされる。

#### ギリヤドの香油
ポーはさらに、聖書の『エレミヤ書』に出てくる「ギリヤドの香油」（en:Balsam of Mecca）についても言及している。「ここにはギリヤドの香油はないのか？」と主人公は大鴉に聞く。ギリヤドの香油は医療の目的に使われる天然樹脂で、もしかすると、主人公がレノーアを失ったことから癒しを求めていることを暗示しているのかも知れない。主人公がレノーアが天国に召されたかどうかを聞くところでは、「Aidenn」（エデンの園=Garden of Edenの別名）について言及したり、別の箇所では、主人公は熾天使が部屋に入ってきたと空想したりする。主人公は熾天使たちが、ホメーロスの『オデュッセイア』に出てくる忘れ薬ネペンテス（悲しみや苦痛を忘れさせる）を自分に使わせることで、レノーアの記憶を追い払おうとしているのだと考えられる。

### 詩の構造
『大鴉』は各々6行の18のスタンザ（詩節、連）からできている。韻律は強弱八歩格（trochaic octameter）である。これは、アクセントの強い音節の次にアクセントの弱い音がくるトロカイオス（強弱格）という韻脚を1単位として、それを8つ重ねたものが1行になるというものである。第1行で説明すると次のようになる（太字は強勢、「/」は韻脚の区切り）。 
- Once up- / on a / mid-night / drear-y, / while I / pon-dered / weak and / wear-y

しかしポーは『大鴉』は完全な八歩格、不完全な七歩格、不完全な四歩格の組み合わせだと主張した。押韻構成はABCBBBで、中間韻(en:Internal rhyme）（具体的にこの詩では「dreary」と「weary」。「Once upon」と「while I pon-」）と頭韻法（「Doubting, dreaming dreams...」）の使用は重厚さをもたらしている。20世紀のアメリカの詩人ダニエル・ホフマン（en:Daniel Hoffman）は、『大鴉』の構成と韻律は大変紋切り型で不自然なものであるが、その催眠術的な特質はそれを凌駕していると示唆している。
ポーは、エリザベス・バレット・ブラウニングの詩『Lady Geraldine's Courtship』の複雑な押韻と韻律（リズム）を『大鴉』の基本とした。ポーは『ブロードウェイ・ジャーナル』（en:Broadway Journal）1845年1月号にバレットの作品評を書いていて、そこで「彼女の詩的霊感はとても高度だ……我々は威厳を感じる以外に何も考えられない。彼女の美的感覚はそれ自体の中で純粋だ」と書いている。さらに『Lady Geraldine's Courtship』についても「私はこれまで、これほど激烈な熱情と、これほど繊細なイマジネーションを結びつけた詩を読んだことがない」と書いている。

## 出版の歴史

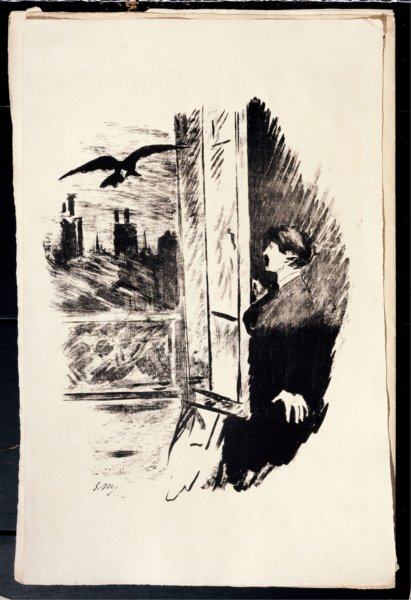
エドゥアール・マネ挿画

ポーは最初『大鴉』を、友人であり元雇い主でもあるフィラデルフィアの「グレアムズ・マガジン」誌のジョージ・レックス・グレアム（en:George Rex Graham）のところに持ち込んだ。その詩は完成版ではなかった可能性もあるが、グレアムは掲載を断った。しかし、慈善としてポーに15ドル渡してくれた。それからポーは他のところに持ち込もうと、『ザ・アメリカン・レヴュー』誌（en:American Review: A Whig Journal）に売り込み、9ドルで売れた。『ザ・アメリカン・レヴュー』誌は1845年2月にそれを出版するのだが、その前に「事前見本」として『イブニング・ミラー』紙の1845年1月29日版に掲載されたのが『大鴉』の初出である。続いて、『大鴉』はアメリカ合衆国中の定期刊行物に次々に掲載された。1845年2月4日に『ニューヨーク・トリビューン』紙（en:New York Tribune）、2月8日に『ブロードウェイ・ジャーナル』誌第1号、3月11日に『南方文学新報』誌（en:Southern Literary Messenger）第11号、12月2日に『リテラリー・エンポリウム』誌第2号、翌1846年7月25日に『サタデイ・クーリエ』誌、1849年9月25日に『リッチモンド・イグザミナー』誌、などである。

### 図版
後に出版された『大鴉』には、有名イラストレーターによる挿画がついた。とくに有名なのが、1858年にイギリスで出されたポーのアンソロジー『The Poetical Works of Edgar Allan Poe: With Original Memoir』（ロンドン、Sampson Low）で、挿画を描いたのは『不思議の国のアリス』の挿絵を担当したジョン・テニエルであった。1884年にはギュスターヴ・ドレの贅沢な木版画を挿画とした『大鴉』が出版された（ニューヨーク、Harper & Brothers）。しかしドレはその本が出版される前に亡くなってしまった。1875年には英語・フランス語対訳のフランス版が出版された。リトグラフを担当したのは有名な印象派のエドゥアール・マネで、翻訳は象徴派のステファヌ・マラルメだった。また、『大鴉』を基にした美術作品を、多くの20世紀の美術家、同時代のイラストレーターが制作した。その中には、エドマンド・デュラック、イシュトバーン・オロス（en:István Orosz）、オディロン・ルドン、ゲイアン・ウィルソン（en:Gahan Wilson）などがいる。

## 構成
ポーがどのくらいの期間で『大鴉』を執筆したかはわかっていない。ポー自身は『大鴉』の成功を受けて、エッセイ『構成の原理』を発表し、同書の中で詩を創造する過程を詳細に語っている。その著述の詳細は誇張されている可能性もあるが、ポーの文学理論を知るのに役立つ。ポーは『大鴉』のすべての構成要素は背景に筋道の通った理論があると説明している。大鴉が部屋に入ってきた理由は嵐を避けるためという筋書きがあり（「寒々とした12月のわびしい真夜中」とある）、青白い胸像に止まっている理由は、鳥の黒さと視覚的な対照を成すためという意図がある、というように。『大鴉』には偶然でできたところは一つもなく、著者の考えによって全体が制御されたものだとポーは主張している。「Nevermore」という言葉は、長母音が効果的だから使ったと説明している。
一方、ポー以外の人物による『大鴉』の構成の説明も行われている。ポーが「Nevermore」という言葉を使ったのはバイロン卿やヘンリー・ワズワース・ロングフェローの作品に影響されたためという指摘がある。ポーは『大鴉』以前にも、多くの詩で長音の「o」の響きを活かす試みをしており、たとえば『沈黙』（1839年、en:Poems by Edgar Allan Poe#Silence (1839)）で使った「no more」や『The Conqueror Worm』（1843年、en:The Conqueror Worm）で使った「evermore」がある。
また、ポーは、『大鴉』のテーマを「死、とくに美しい女性の死は疑いようもなく世界で最も詩的なテーマである」という理由から選び、「先だった恋人の唇（the lips... of a bereaved lover）」に言わせたことは、ポーの望んだ効果に適したためであると説明されることがある。ポーの主張した詩論はもっともらしいが、登場人物レノーアは、ポーの実人生において、母エリザ（en:Eliza Poe）が早世したことや、妻ヴァージニア（en:Virginia Eliza Clemm Poe）が長く病気を患っていたことから影響を受けているのかもしれない。
ポーは『大鴉』を「一般読者と批評家の双方の嗜好に同時に合う」、つまり大衆と文学界の両方に受け入れられる試みだと見なしている。1843年、ニューヨークのサラトガで、ポーは結末の異なる初期の版と思われる『大鴉』を朗読している。初期の草稿では大鴉ではなくフクロウだったという説もある。

## 評価と衝撃
『大鴉』はエドガー・アラン・ポーの名声を高めた。人々は詩人と詩を同一視し、ポーに「大鴉」というニックネームをつけ、『大鴉』はすぐに各紙に転載され、模倣とパロディのネタとなった。ポーは当時大変な人気だったが、かといって、それによってポーが莫大な収入を得たわけではなかった。
「ニュー・ワールド」誌には「誰もが『大鴉』を読み、これを賞賛する。もっともなことだ。思うに、独創性と力に満ちているように見えるからだろう」と書かれた。「ザ・フィラデルフィア・インクワイラー」紙（en:The Philadelphia Inquirer）は『大鴉』を掲載するにあたって「美しい詩」という見出しをつけた。エリザベス・ブラウニングはポーにこう書いている。「あなたの『大鴉』はこちらイングランドで、戦慄とよべる大評判をもたらしました。友人たちのうちの何人かは恐怖に、何人かは響きのとりこになりました。「Nevermore」という言葉に取り憑かれたという人の話も聞いています」。ポーの人気は高まり、公衆の場やプライベートな社交の集まりでの『大鴉』の朗読と講演が求められた。ある文学サロンでは1人の客が、「（ポーによる）『大鴉』の朗読を繰り返し聞くことは……人生における一大事件である」と述べた。この人物は後に次のように回顧している。「彼は部屋がすっかり暗くなるまでランプの火を弱めた。それから、アパートメントの中央に立って朗唱した、とても旋律的な声で。ポーの朗読の及ぼす力は驚くべきもので、魔法の呪文が破られないよう聴衆は息をするのを控えるほどだった」 。
パロディが生まれたのはとくにボストン、ニューヨーク、フィラデルフィアだった。ポーならぬPoh!作『大鴉』や、大鴉ならぬ『七面鳥』、『ヨタカ』、『ガゼル』などである。弁護士アンドリュー・ジョンストンは『ケナガイタチ』というパロディに関心を持ち、それをエイブラハム・リンカーンに送った。リンカーンはそれを読んで笑ったことは認めているが、『大鴉』はそれまで読んだことがなかった。
作家では、ウィリアム・ギルモア・シムズ（en:William Gilmore Simms）とマーガレット・フラーが『大鴉』を絶賛したが、ウィリアム・バトラー・イェイツは公然と次のように非難した。「不誠実で悪趣味……その出来映えは韻律のトリック」。さらに超絶主義（en:Transcendentalism）のラルフ・ウォルドー・エマーソンは「私にはこの詩は何の意味もない」と言った。
1848年1月に「Southern Quarterly Review」誌に書かれた批評は、『大鴉』は「荒涼としたとめどない浪費」によって台無しで、ドアを叩く音やひるがえるカーテンなどの些細な仕掛けに感動するのは、せいぜい「つまらない怪談話をとてつもなく怖がる子供」ぐらいだろうと酷評している。「イブニング・ミラー」紙の匿名記者Outis氏（誰でもない、という意味）は、『大鴉』は無名の著者による『The Bird of the Dream』という詩の盗作だと示唆した。その証拠として、Outis氏は2つの詩の間の18カ所の類似点を挙げ、ヘンリー・ワズワース・ロングフェローに対する、ポーの盗作の非難への返答だとした。このOutis氏は、ポー本人でないとしたら、コーネリアス・コンウェイ・フェルトン（en:Cornelius Conway Felton）だと言われている 。ポーの死後、友人のトーマス・ホリー・シヴァース（en:Thomas Holley Chivers）は『大鴉』がシヴァースの詩の1編を盗作したものだと言った。
『大鴉』は現代の多くの作品に影響を与えている。その中には、ウラジーミル・ナボコフ『ロリータ』（1955年）、バーナード・マラマッド『ユダヤ鳥』（1963年）、レイ・ブラッドベリ『親爺さんの知り合いの鸚鵡』（1976年）などがある。

## 日本語訳
- 大鴉 - 訳：日夏耿之介。沖積舎。ドレの挿画26葉を含む。（"nevermore"＝「またとなけめ」）
- ポオ詩と詩論 - 訳：福永武彦。創元推理文庫。（『大鴉』を含む詩63篇と詩論）
- ポー詩集 アメリカ詩人選(1) - 訳：加島祥造。岩波文庫。（『大鴉』 を含む詩23篇）
- ポー詩集 - 訳：阿部保。新潮文庫。
- 大鴉　ポー訳詩集　加島祥造セレクション3 - 訳：加島祥造。港の人。（『大鴉』を含む詩6編と訳者によるエッセイ）
- 大鴉　E・A・ポー　ポケットマスターピース09 - 訳：中里友香。集英社。（集英社文庫ヘリテージシリーズ、2016年)

## ポピュラー・カルチャーの中の『大鴉』

### 刊行物
- MAD誌では、第9号（1954年、3月）に、ウィル・エルダー（en:Will Elder）のふざけた挿画つきで『大鴉』が掲載された[注釈 2]。他にも、『We're Still Using That Greasy MAD Stuff 』に『ザ・スパニエル（The Spaniel）』（1959年）、フランク・ジェーコブスの『ザ・レーガン（The Reagan）』があり、最近のものではホラー映画のパロディのために『大鴉』が使われた（「Quoth Wes Craven, let's make more!（ウェス・クレイヴンは言った、もっと作ろう！）」。「Quoth the Raven "Nevermore"（大鴉は言った、Nevermore）」をもじっている）。
- ジョルジュ・ペレックは小説『A Void』（1969年、en:A Void）の中で、「E」の字を抜いてフランス語で『大鴉』を書くというConstrained writing（en:Constrained writing）をやり（ギルバート・アデア(en:Gilbert Adair）はそのやり方を踏襲して英訳した）、その作者をアーサー・ゴードン・ピムということにした（『黄金虫』『ナンタケット島出身のアーサー・ゴードン・ピムの物語』参照）。
- 数学者のマイク・キース（en:Mike Keith (mathematician)）も3つのconstrained writingで『大鴉』を言及した。『Near a Raven』（1995年）は円周率（Pi）の最初の740桁に符合する長さの語で『大鴉』を作り直している。『Cadaeic Cadenza』（en:Cadaeic Cadenza）は『Near a Raven』を3834桁まで長くしたものである。『"Raven-Two』（1999年）はオリジナルの詩的なアナグラムである。
- テリー・プラチェットの『ディスクワールド』シリーズ（en:Discworld）の『ソウル・ミュージック』と『Hogfather（ホグファーザー）』に、死神と関連したQuothという名前の大鴉が登場する。
- ジョーン・エイケンの小説『かってなカラスおおてがら』（1972年）をはじめとした『アラベルとモーチマー』シリーズで、少女アラベルはモーチマーという大鴉をペットにしている。モーチマーはしょっちゅう「Nevermore!」と言っている。なおエイキンは1972年にエドガー・アラン・ポー賞（エドガー賞、en:Edgar Award）を受賞している。
- スティーヴン・キング『不眠症』（1994年、en:Insomnia (novel)）の中で、凶兆をポーの大鴉と比較する。ピーター・ストラウブとの共著『ブラック・ハウス』（en:Black House (novel)）でもポーの大鴉を彷彿とさせる人間の言葉を喋るカラスが登場する[45]。ちなみにこの小説の第3章のタイトルは「Night's Plutonian Shore」（詩に出てくる「夜の冥界の岸」）である。
- ロビン・ジャービス(en:Robin Jarvis）の『Tales from the Wyrd Museum』三部作に登場する2羽の大鴉Thought（思考）とMemory（記憶）のうち、Memoryは時々「Nevermore」と言う。
- レモニー・スニケットの『世にも不幸なできごと』シリーズの『鼻持ちならない村』（2001年）の中で、村の中央にあるカラスがいっぱいの木の名前は「Nevermore Tree」という。
- アガサ・クリスティの「殺人は容易だ」の冒頭で、主人公がポーターとの口論において、「ルバイヤート」の英文訳と共に、衒学的に引用している。
- ニール・ゲイマンの小説『アメリカン・ゴッズ』（2001年、en:American Gods）で主人公がオーディンからの伝言を伝えに来た大鴉に向かって、「よお、フギンだかムニン（北欧神話でのオーディンの大鴉の名前）だか知らないが、Nevermoreって言ってみな」と言うと、大鴉が答える。「Fuck you」[46]。また漫画の『サンドマン』シリーズではマシューという名の大鴉が登場する。この大鴉はロジャー・コーマンの映画『忍者と悪女』（後述）でピーター・ローレと共演したと言い、翼をはばたかせて、「Nevermore!」と叫ぶ。
- ホリー・ブラック（en:Holly Black）は小説『Valiant : A Modern Tale of Faerie』（2005年、en:Valiant : A Modern Tale of Faerie）の中で『大鴉』を引用している。
- ジャスパー・フォードの小説『文学刑事サーズデイ・ネクスト2 － さらば、大鴉』で、主人公サーズデイ・ネクストは『大鴉』の中に閉じこめられたジャック・シフトの救出を頼まれる。

### 映画
- 1915年の無声映画『The Raven』（en:The Raven (1915 film)）は、ポーの見た幻覚という話に変えられている。虚実ないまぜで、ヘンリー・B・ウォルソール（en:Henry B. Walthall）がポー役を演じた。
- 1935年のトーキー映画『大鴉』は、ポーを愛好する異常な医学博士（ベラ・ルゴシ）が脱走犯（ボリス・カーロフ）の顔を醜く改造したうえ手下にして、屋敷に集めた人々を拷問にかける（中にはポーの「穴と振り子」を実体化したものもある）というホラー映画である。
- 1942年にフライシャー・スタジオが『大鴉』を原作としたテクニカラーのアニメーションを製作したが、ストーリーはお気楽なコメディに変えられた。
- ロジャー・コーマン監督の『忍者と悪女』（en:The Raven (1963 film)）は『大鴉』が原作である。
- ティム・バートンの短編ストップモーション・アニメーション『ヴィンセント』（en:Vincent (film)）の主人公ヴィンセント・マロイは「好きな作家はエドガー・アラン・ポー」という人物である。ラスト、死んだように横たわるヴィンセントは『大鴉』の最後の対句を引用する。バートンは、1989年の『バットマン』でも、ジョーカー（ジャック・ニコルソン）に『大鴉』を引用させている。
- ハネス・ラール（Hannes Rall）は『大鴉』のドイツ語版短編アニメーション『Der Rabe』（1998年）を監督した。
- ティニエブラス・ゴンザレス（Tinieblas González）監督の短編『The Raven... Nevermore』（1999年）はスペイン映画だが、台詞は英語である。
- ピーター・ブラッドリー監督、Trilobite Picturesの『The Raven』。（外部リンク参照）
- 1994年の映画『クロウ 飛翔伝説』で、ブランドン・リー演じる悲劇の主人公エリックは、『大鴉』に言及している。「突然、叩く音が聞こえたんだ。誰かがやさしくトントンと、僕の部屋のドアをノックした。僕が叩くのを聞いたって本当？ 」。
- 1994年の映画『ページマスター』でマコーレー・カルキン扮するリチャードがジキル博士とハイド氏の館に入る時、大鴉が現れて、「Nevermore」とがなりたてる。
- 2006年の『Nightmares from the Mind of Poe』（en:Nightmares from the Mind of Poe）は、『大鴉』にくわえて、ポーの短編小説『告げ口心臓』、『アモンティラードの樽』（en:The Cask of Amontillado）、『早すぎた埋葬』の映画化である。

### 音楽
- シアトルのヘヴィメタル・バンド、ネヴァーモアのバンド名は『大鴉』の「Nevermore」から取られている。
- アラン・パーソンズ・プロジェクトのアルバム『怪奇と幻想の世界～エドガー・アラン・ポーの世界』（1976年）には、『大鴉』に基づいた同名の曲がある。
- グレイトフル・デッドは1982年4月19日に『大鴉』の音楽版を演奏した。
- ブラックメタル・バンド、カーペイシアン・フォレスト（en:Carpathian Forest）のEP『Through Chasm, Caves and Titan Woods』（1995年、en:Through Chasm, Caves and Titan Woods）に『大鴉』の詩を使った『The Eclipse / The Raven』という曲が収録されている。
- ルー・リードの2003年のアルバム『ザ・レイヴン』（en:The Raven (Lou Reed album)）はポーの作品に基づいたもので、『大鴉』という曲も入っている（俳優のウィレム・デフォーがゲスト参加）。
- ラッパーのMC Lars（en:MC Lars）の『The Laptop EP』（en:The Laptop EP）に収録されている『Mr. Raven』には、『大鴉』の数行がそのまま引用されている。
- 日本のポップ・スター宇多田ヒカルの英語アルバム『EXODUS』（2004年）に収録されている『Kremlin Dusk』の出だしに、『大鴉』が言及され、ポー、レノーア、Nevermoreという言葉も出てくる。
- ドイツのブラックメタル・バンド、Agathodaimon（en:Agathodaimon (band)）の1999年のアルバム『Higher Art of Rebellion』に収録されている『Les Posédes』の詞は、『大鴉』のパラフレーズである。
- ドイツのシンフォニックメタル・バンド、キサンドリア（en:Xandria）の『Ravenheart』（同名のアルバムen:Ravenheartに収録）で、『大鴉』が引用されている。
- アメリカのゴシック・ホラー・バンド、Nox Arcana（en:Nox Arcana）の2007年のアルバム『Shadow of the Raven』には、『Midnight Dreary』、『The Raven』、『Nevermore』という曲が収録されている。もちろんアルバムのタイトルからして『大鴉』を言及したものである。
- 細川俊夫作『大鴉－メゾソプラノと12の奏者のためのモノドラマ』- 現代音楽アンサンブルのユナイテッド・インストゥルメンツ・オブ・ルシリンの委嘱により作曲されたもの。2012年ブリュッセルで初演。コンサート形式、オペラ形式の両方で演奏が可能。

### その他
- アメリカの独白劇俳優ロード・バックリー（en:Lord Buckley）は1956年に『大鴉』のサイケデリック・ヴァージョンを録音している。
- 計算機科学者ガイ・スティール・ジュニアは幽霊プロセスに取り憑かれたハッカーについての『The HACTRN』というパロディを書いた[47]。
- 1904年に設立されたRaven Societyはバージニア大学の学内で最も権威ある優等学生団体（オナー・ソサエティ）である。（en:Raven SocietyならびにRaven Society参照）
- プロレスラーの スコット・レビーのリングネーム「レイヴェン（Raven）」は『大鴉』から取られたもので、インタビューで詩を引用することもしばしばで、最後は必ず「……『大鴉』より……Nevermore……」で締めくくる。
- ポーは長い間ボルチモアに住んでいて、その地に埋葬された。ボルチモアの人々は自分たちのNFLチームの名前をつける際、ポーの詩にちなんで、ボルチモア・レイブンズ（Baltimore Ravens）という名前を選んだ[48]。チームのマスコットも3羽の大鴉で、それぞれ「エドガー」「アラン」「ポー」という名前である。2000年、レイブンズが記録的なディフェンスで第35回スーパーボウルを制しようとした時、ESPNの番組『NFL Primetime』のスポーツキャスターであるクリス・バーマンは、その日のチーム結果のハイライトの間に「Quoth the Ravens, Never score!（レイブンスが言いました、ネヴァースコア！）」という言葉を連呼した。